# Isola del Gran Sasso d'Italia
Isola del Gran Sasso d'Italia è un comune italiano di 4 434 abitanti della provincia di Teramo in Abruzzo. Il comune ha fatto parte della Comunità montana Gran Sasso fino al 2013, anno in cui sono state abolite tutte le Comunità Montane d'Abruzzo.

## Geografia fisica

### Territorio
Il capoluogo sorge in una vallata denominata "Valle Siciliana" ai piedi del Gran Sasso d'Italia, e provenendo da Teramo si incontra all'ultimo sbocco dell'Autostrada A24 prima del Traforo del Gran Sasso. Il territorio appartiene al Parco Nazionale del Gran Sasso e Monti della Laga, che ospita molte specie animali come il lupo, il camoscio d'Abruzzo, il cervo, l'aquila reale, la poiana, il gufo reale, lo scoiattolo, il cinghiale e la gazza. Transita qui un tratto della grande Ippovia del Gran Sasso. La vista spazia su tutta la parte sud-orientale del Gran Sasso con il Paretone del Corno Grande, la massima elevazione del comune, Monte Aquila, Monte Brancastello, Monte Prena e Monte Camicia.

### Clima
In base alla media trentennale di riferimento 1961-1990, la temperatura media del mese più freddo, gennaio, si attesta a +4,7 °C; quella del mese più caldo, agosto, è di +22,5 °C.

## Origini del nome
Il centro storico del borgo sorge su un cono detritico alla confluenza dei fiumi Ruzzo e Mavone alle pendici del Gran Sasso. La collocazione geografica e la ricchezza dei corsi d'acqua hanno presumibilmente dato origine al nome del paese.

## Storia

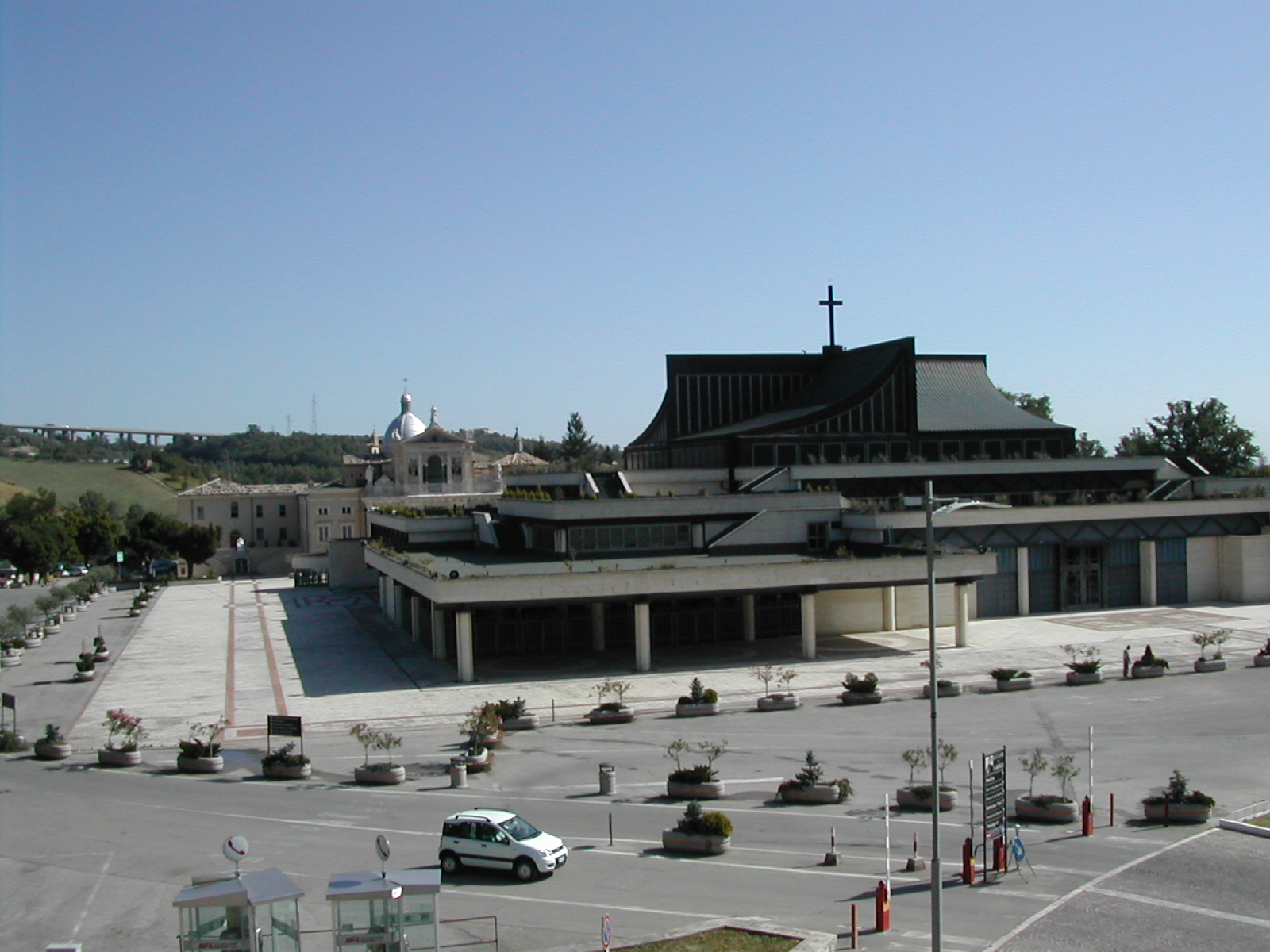
Veduta del complesso nuovo del Santuario di San Gabriele dell'Addolorata, e dell'antico edificio alle sue spalle

Nei pressi del paese sono state rinvenute tracce di abitazioni risalenti al periodo neolitico, ma le prime notizie certe riguardanti Isola col suo nome proprio si riferiscono all'XI secolo, quando Adalberto nel 1063 dona alla chiesa cattedrale di Santa Maria di Teramo la porzione di sua proprietà del Castello de la Isola.
Nel 1120 Berardo, vescovo aprutino, infeuda Insula ad Enrico e Matteo conti d'Aprutium per difesa e protezione della chiesa cattedrale di Santa Maria di Teramo. Nel 1150 il castello dell'Isola di Penne, era tra i possedimenti di Oderisio di Collepietro, nuovo feudatario di Pagliara, originario dell'omonimo comune aquilano. Verso il 1215, secondo una tradizione mai smentita, San Francesco d'Assisi giunto ad Isola fondò un convento per i suoi frati che vi rimasero fino alle soppressioni napoleoniche; oggi ivi sorge il Santuario di San Gabriele.
I Collepietro-Pagliara governarono sulla Valle Siciliana fino al 1293, anno in cui morì Tommasa, contessa di Manoppello, ultima discendente di quel lignaggio. Dopo il decesso di Ugolino di Sully, la sorella Maria sposò Napoleone Orsini nel 1336 circa portandogli in dote feudi e titoli. Gli Orsini conservarono il feudo ininterrottamente fino al 1404. Dopo una breve parentesi ne ripresero il dominio e lo mantennero fino al 1526.
Nel 1419 vengono redatti gli Statuti dell'Università dell'Isola che, oltre ad essere i più antichi finora rilevati nella provincia di Teramo, hanno anche il pregio di essere l'unico documento scritto in lingua volgare della zona. Nello stesso anno Isola è infeudata a Francesco Riccardi di Ortona e poco dopo ad Antonello Petrucci. Successivamente alla Congiura dei Baroni ritornarono gli Orsini.
Nel 1495 subì l'invasione di seicento fanti aquilani e fu annessa con vero atto di capitolazione al Contado dell'Aquila, sotto la cui dipendenza pare restasse fino al 1499. L'ultimo degli Orsini a dominare su Isola del Gran Sasso, fu Camillo Pardo il quale, per la fedeltà espressa verso la casa di Francia, fu privato di tutti i beni, compresa la Valle Siciliana, che venne riconsegnata a Carlo V e nel 1526 donata agli Alarcón y Mendoza, nella persona di Ferdinando de Alarcón, primo marchese della Valle Siciliana. Una testimonianza del periodo si ritrova nella chiesa parrocchiale di Isola, su una lapide della cappella del battistero.

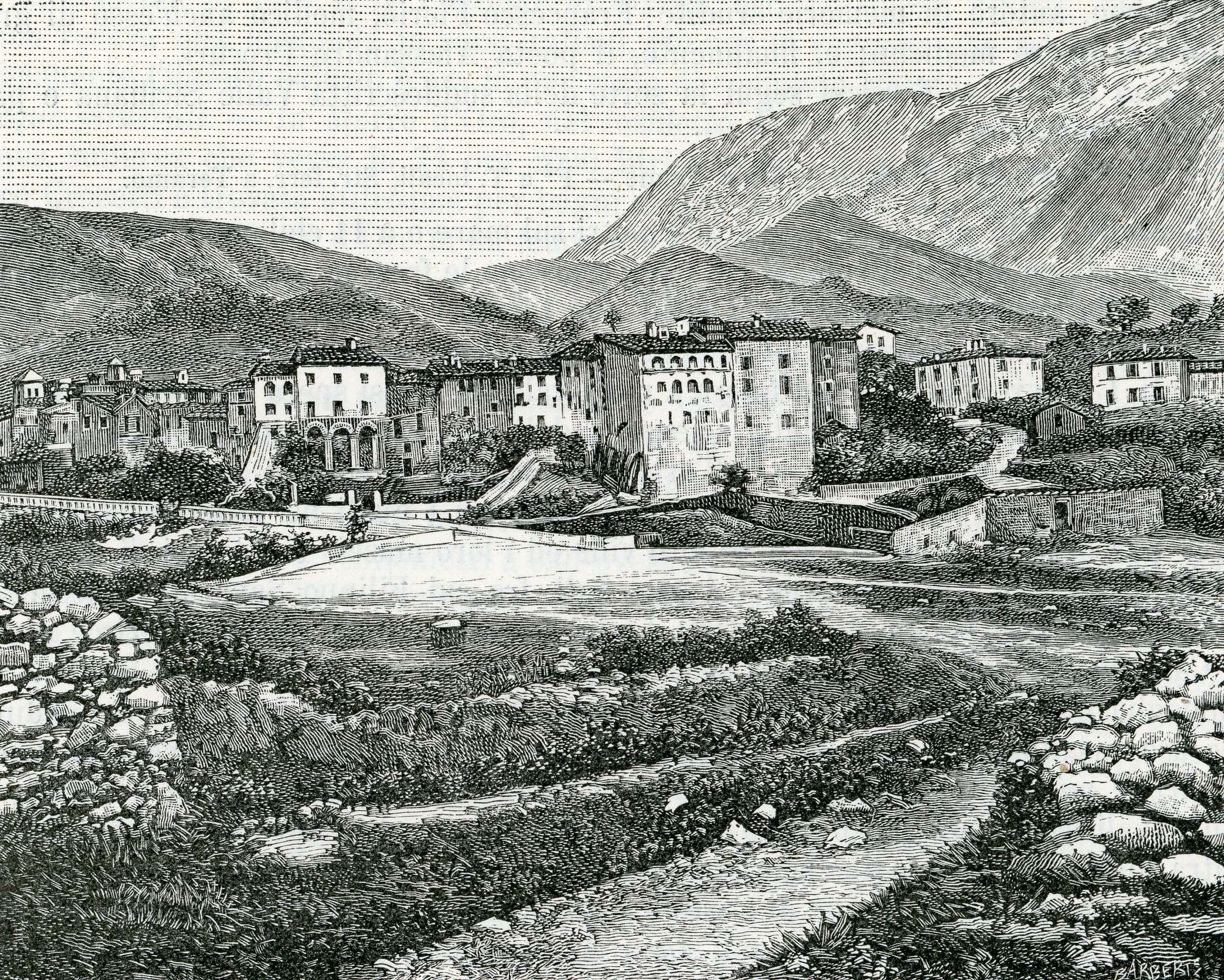
Isola del Gran Sasso: veduta del paese (xilografia di Barberis 1898)

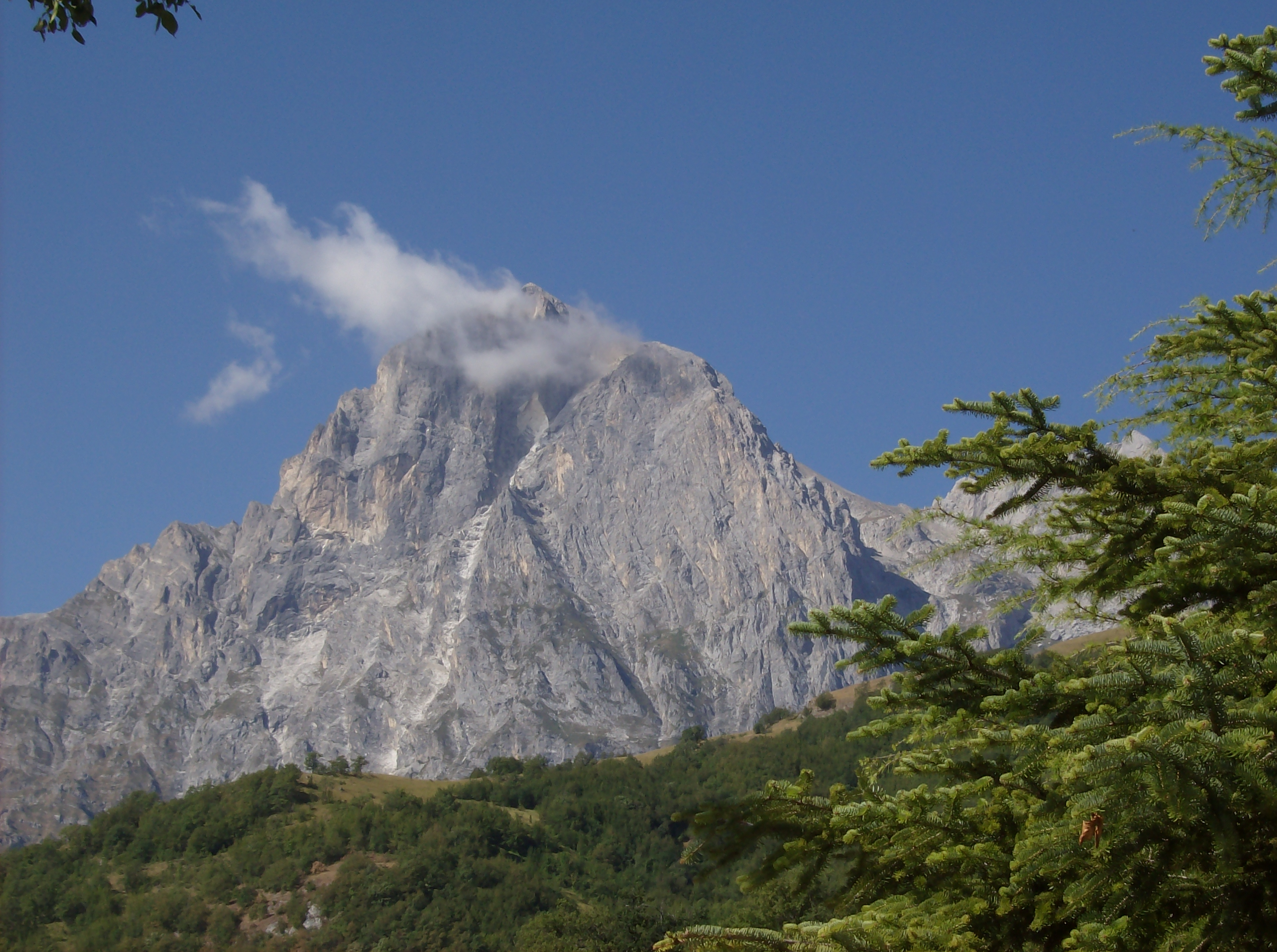
Il "paretone" del Corno Grande visto dalla frazione di Forca di Valle

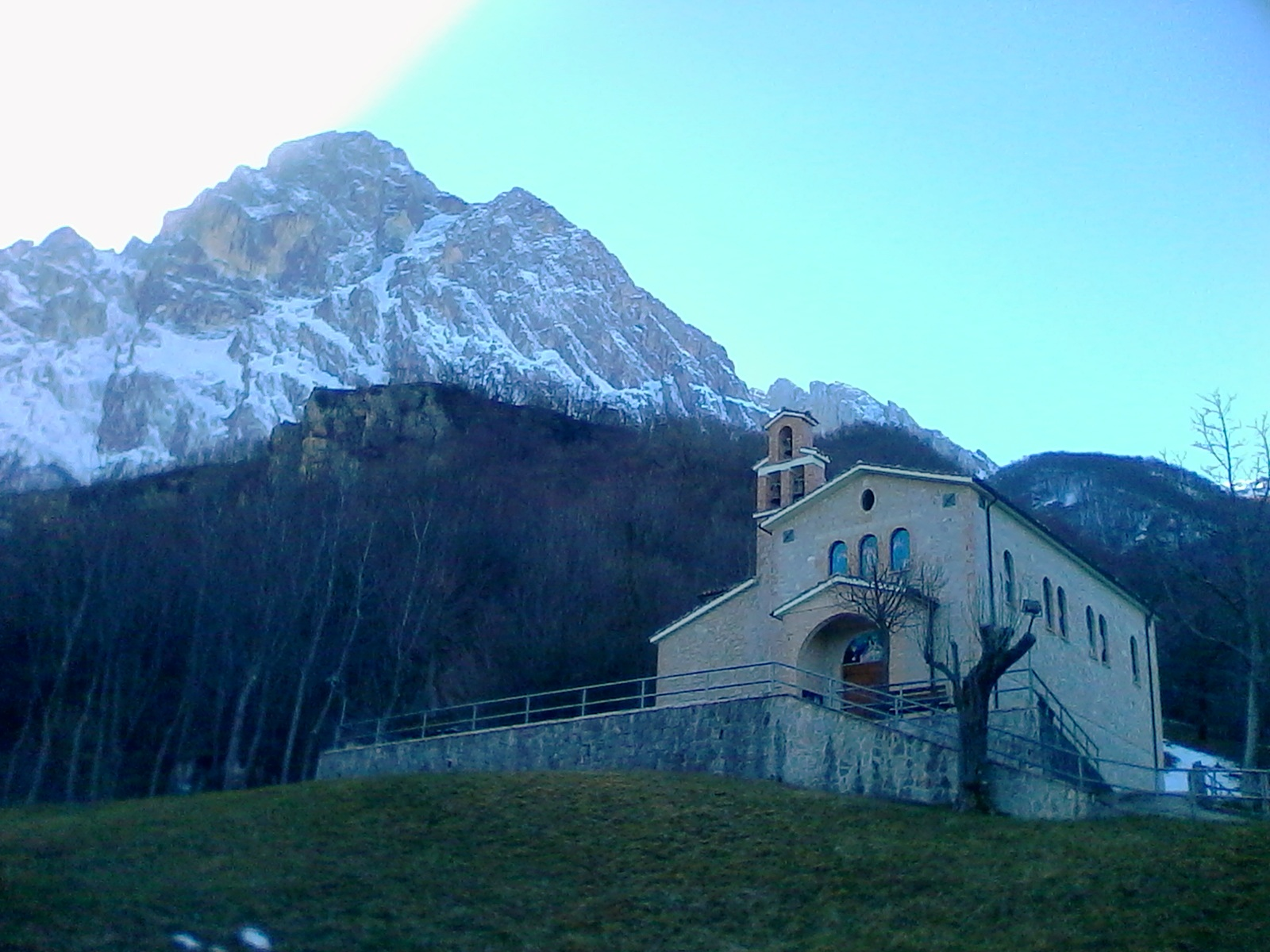
Chiesa di santa Maria delle Grazie, nella frazione di Casale San Nicola, sullo sfondo il Corno Grande

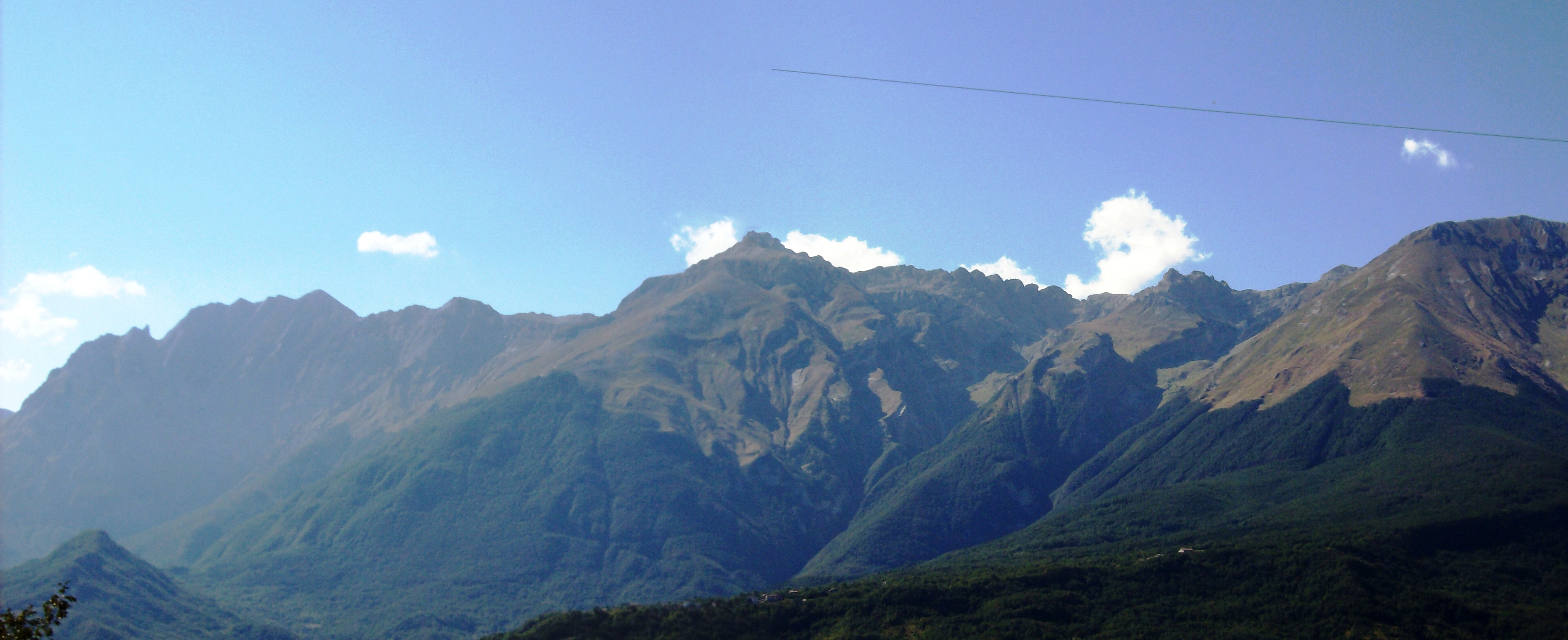
Parte sud catena del Gran Sasso, lato teramano

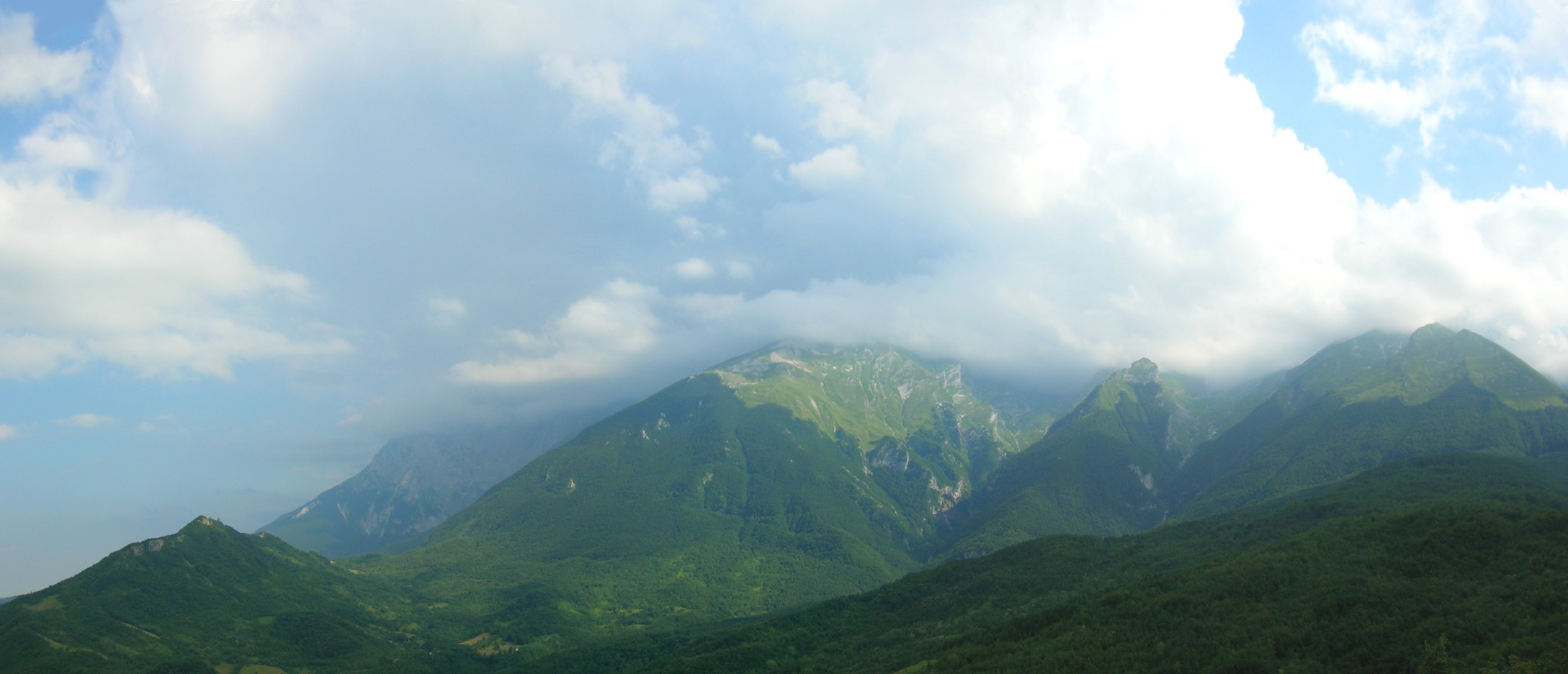
Panorama sulla strada per Pagliara

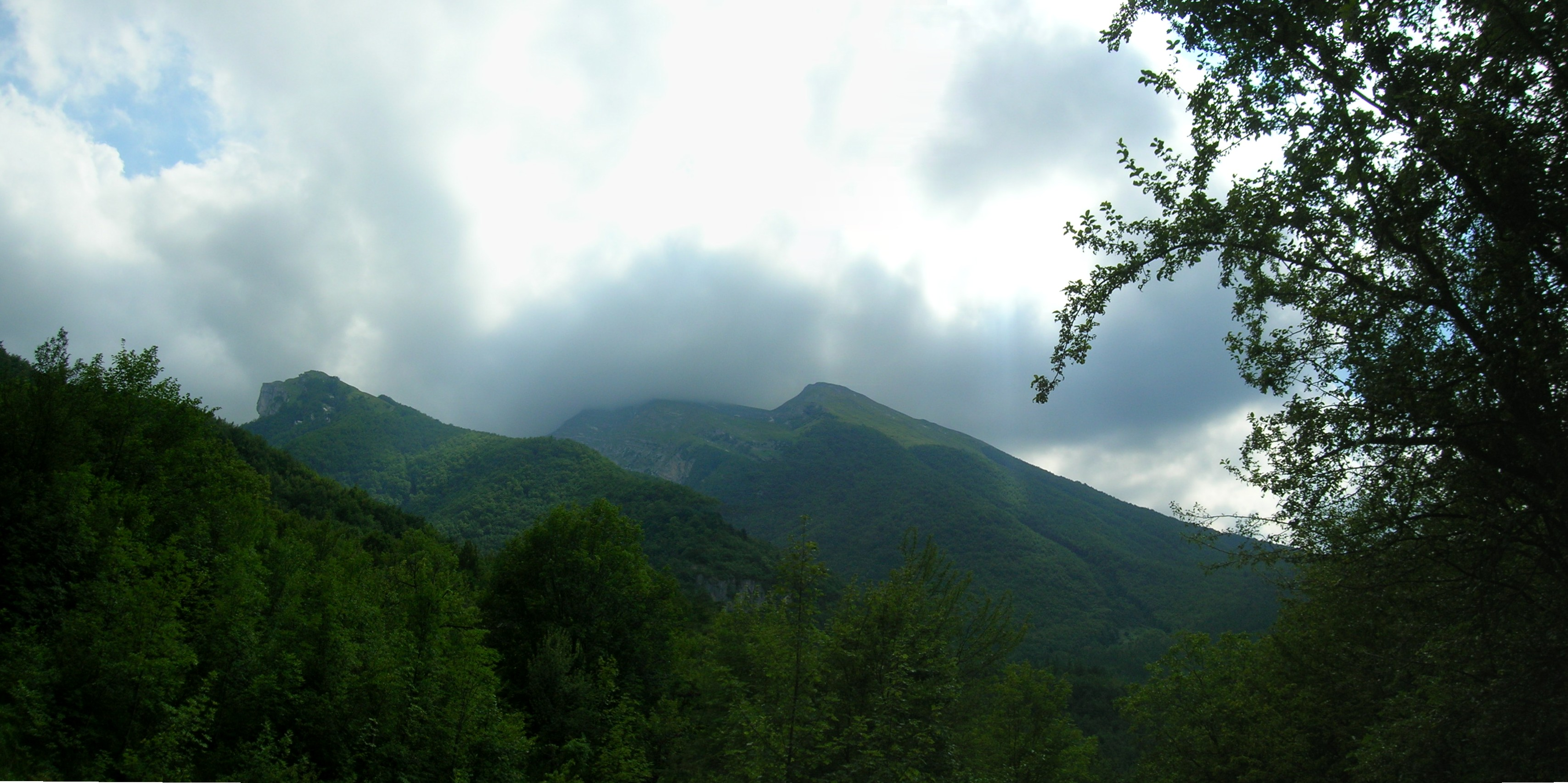
Panorama visto dalla strada per Pagliara

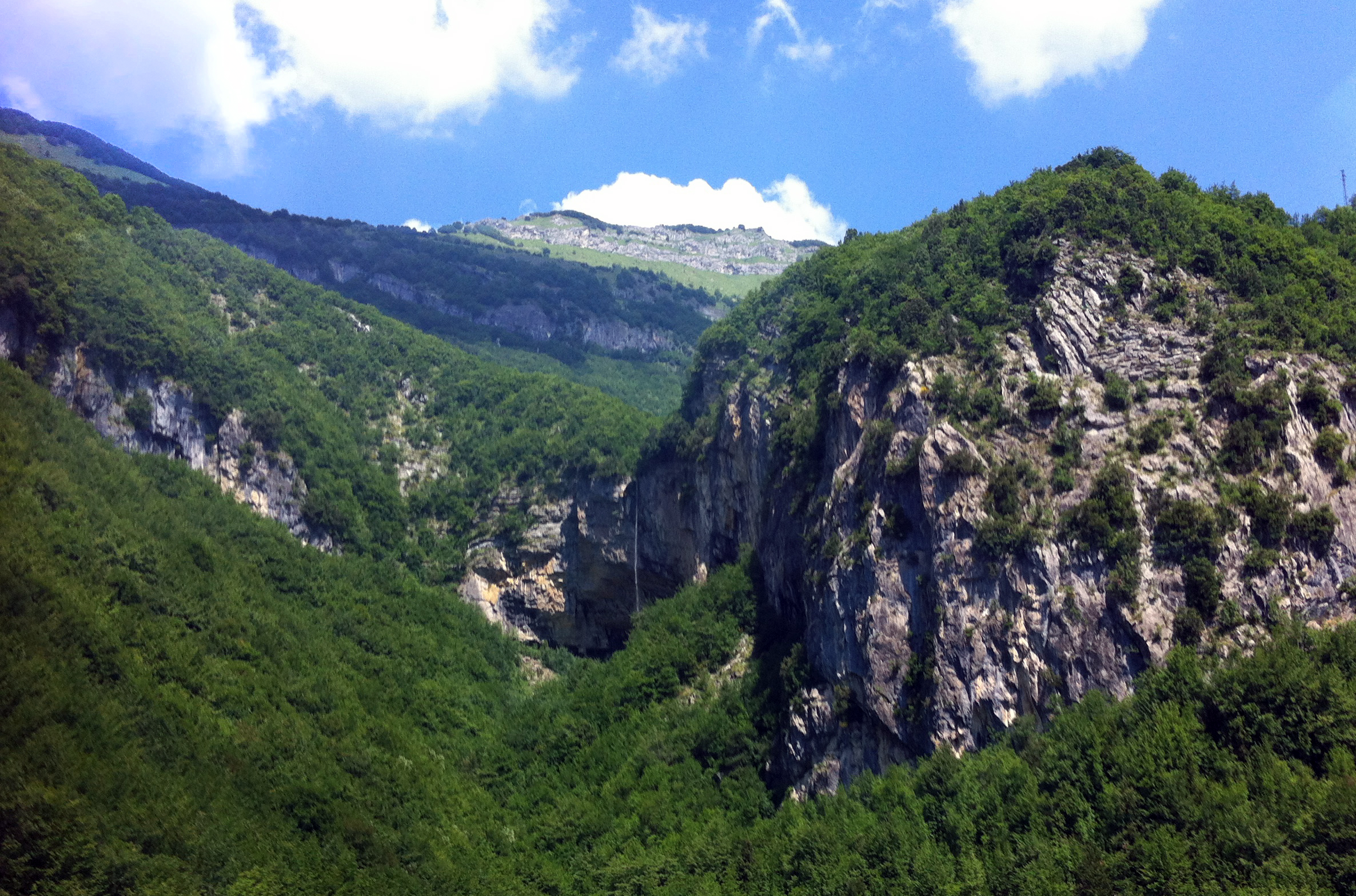
Cascata di Biselli, alta circa 70 metri, visibile dal viadotto Biselli della A24

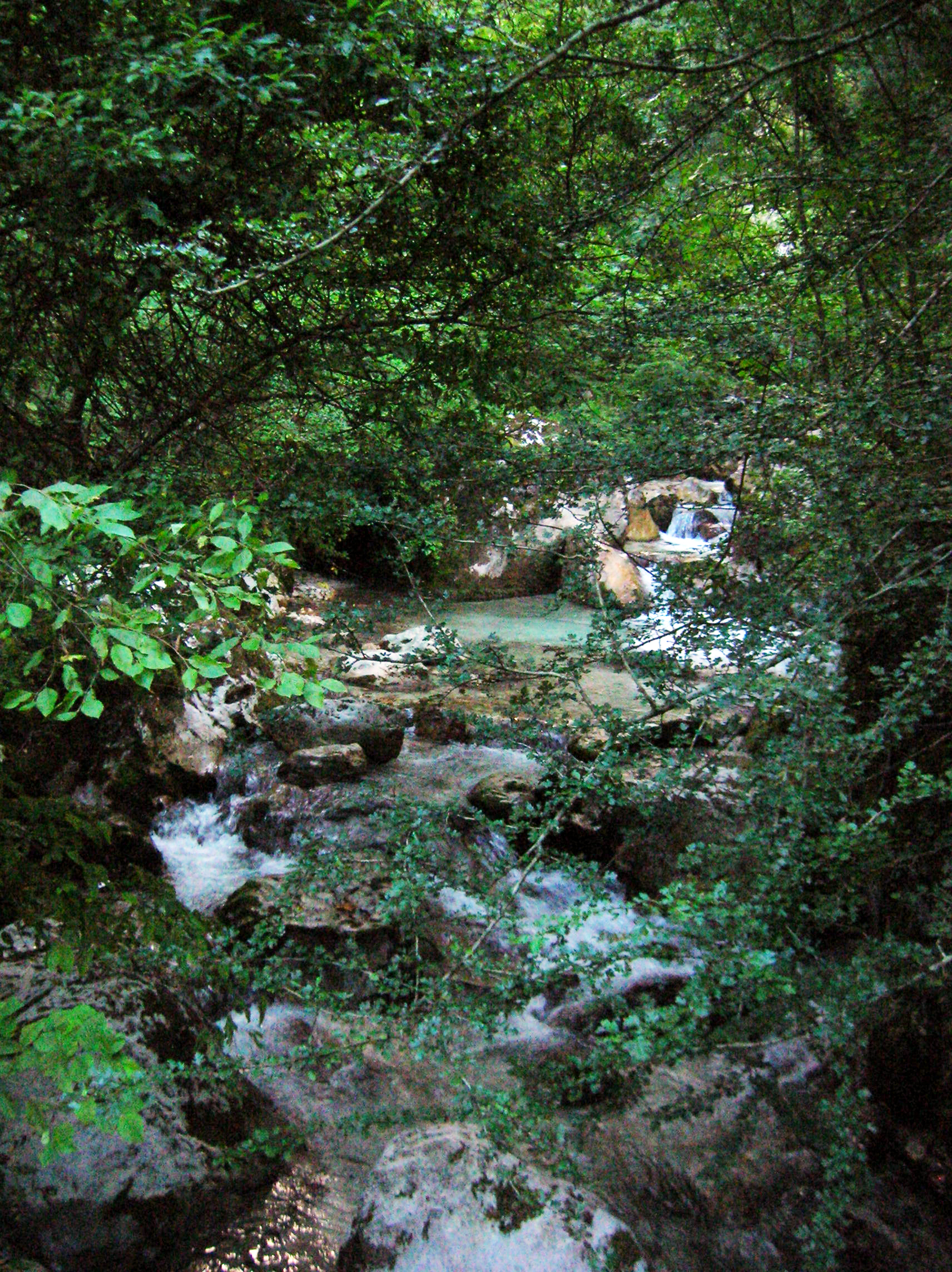
Cascate del Ruzzo vicino a Pretara

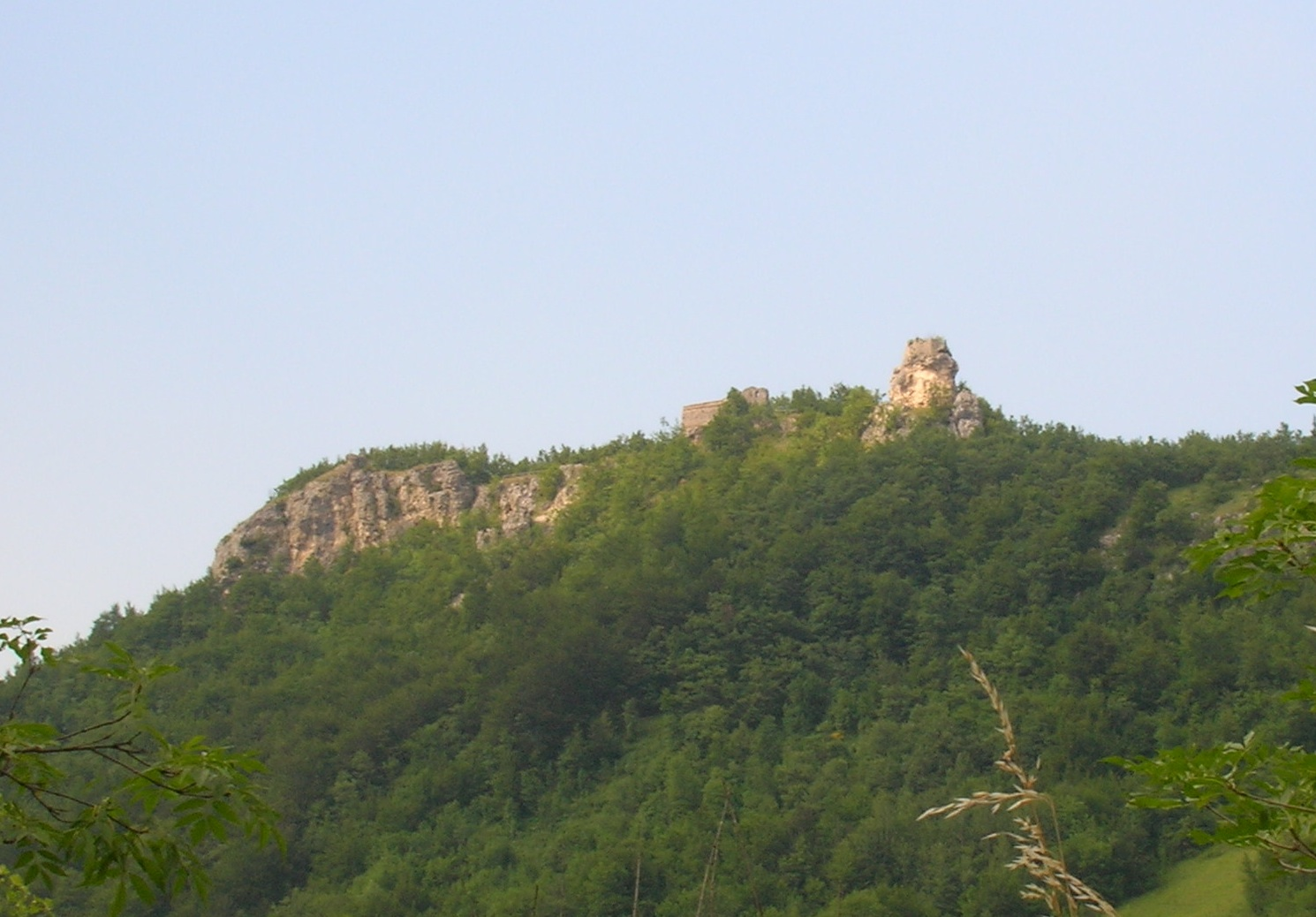
Veduta dei resti del Castello di Pagliara

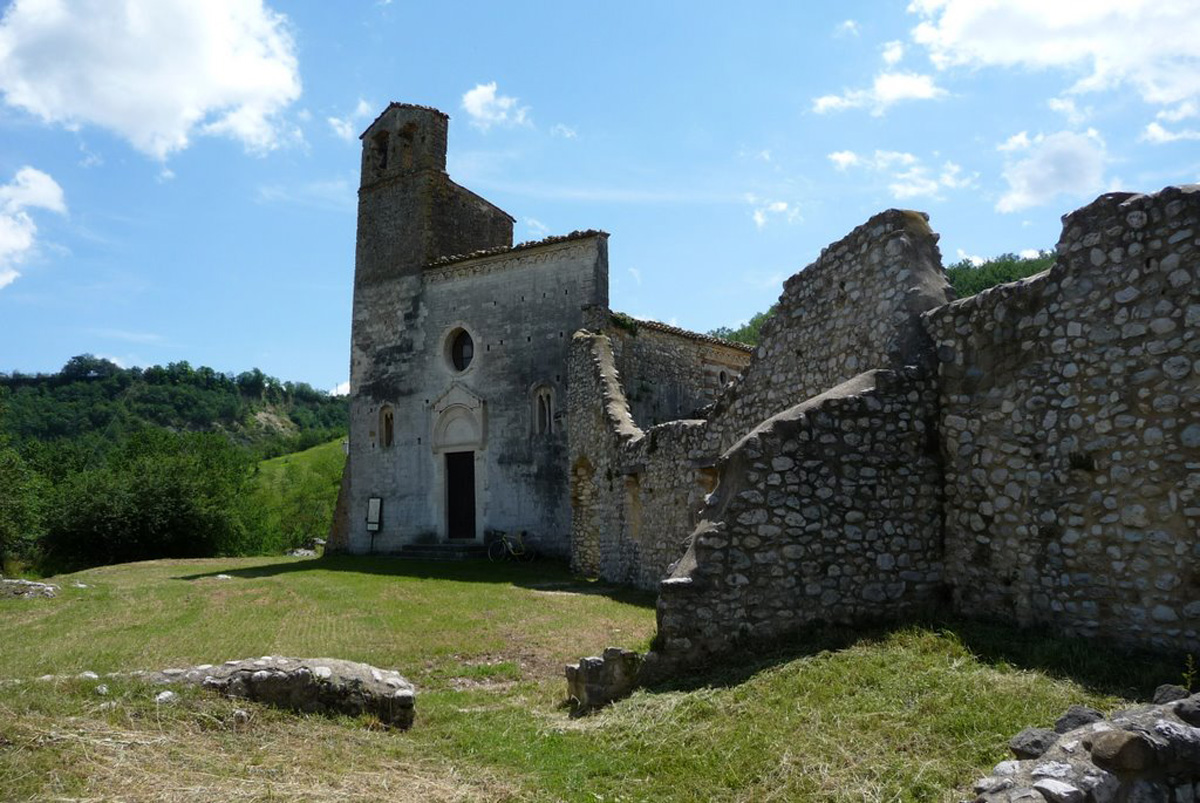
Monastero di San Giovanni ad Insulam

Nell'anno 1559, il Marchese della Valle Siciliana, Fernando de Alarcón istituisce in Isola un ufficiale con competenze giurisdizionali per assicurare l'ordine pubblico del paese e delle terre ad esso attigue. Nel 1585, tramite le relazioni triennali dei vescovi di Penne e Atri riguardanti la diocesi, si attesta che vi è presente in Isola una parrocchia con titolo di Prepositura. Nel 1595 si ricorda la traslazione delle spoglie di Santa Colomba, dall'eremo montano in quel tempo diroccato, alla chiesa di Santa Lucia. 
Nel 1644 dagli atti notarili attestiamo la presenza di un Ospedale presso la chiesa di S. Antonio.
Gli Alarcón y Mendoza dominarono il territorio Isolano fino a quando Re Giuseppe Bonaparte, con la legge del 2 agosto 1806, abolì per sempre il sistema feudale e con esso il vecchio ordinamento delle Università. Sorsero allora, al posto delle antiche "Università Agrarie", il moderno comune,  comprendente le frazioni di: Casale San Nicola, Fano a Corno, Cerchiara, Varano, Forca di Valle, Cesa di Francia, San Gabriele, Pacciano, Frisoni, Collalto, Trignano, San Giovanni, Tembrietta, Capsano, Colliberti, San Massimo, Pretara, Ceriseto, San Pietro e Villa Piano.
Nel 1821 anche a Isola nacque la società segreta detta "Carboneria"; il gruppo era composto da 52 iscritti tra i quali emergevano importanti personalità come Leonardo Madonna, Giuseppangelo De Angelis, Francesco Paolo Petrilli e Francesco Mezzanotte. Il paese, nel 1843, è visitato entusiasticamente e dipinto dallo scrittore e illustratore inglese Edward Lear.
A partire dal 1861, dopo l'Unità d'Italia, si verificarono nel paese vari episodi di brigantaggio postunitario, Isola fu uno dei centri delle azioni dei briganti, assieme a Civitella del Tronto, Rocca di Cambio, e altri comuni aquilani. Nel 1863 il Comune prese il nome attuale di Isola del Gran Sasso d'Italia. Attualmente conta poco meno di 5 000 abitanti.
Il 5 settembre 1950, si verificò un terremoto (con epicentro il Gran Sasso) che fece trepidare gli abitanti di Isola del Gran Sasso e di Pietracamela, provocando consistenti danni alle abitazioni private e vistose lesioni agli edifici pubblici. Anche gli eventi sismici del 6 aprile 2009, 2016, 2017 hanno fatto registrare gravissimi danni agli edifici del tessuto storico del paese, nelle frazioni e nei comuni limitrofi.

### Simboli
Lo stemma e il gonfalone del comune di Isola del Gran Sasso d'Italia sono stati concessi con decreto del presidente della Repubblica del 28 gennaio 1959.
Nello stemma è rappresento il Gran Sasso accompagnato nei cantoni del capo da due stelle di sei raggi d'argento.
Il gonfalone è un drappo partito di bianco e di azzurro.

## Monumenti e luoghi d'interesse
- Santuario di San Gabriele dell'Addolorata, patrono d'Abruzzo e dei giovani, meta ogni anno più di un milione di pellegrini. Inizialmente era un convento del XVI secolo, ampliato nel XX secolo dopo che nel monastero morì san Gabriele dell'Addolorata. Il santuario successivamente nel 1974 fu ricostruito davanti alla chiesa antica sotto aspetto moderno, per far fronte al numero crescente di pellegrini. Il santuario antico ha facciata neoclassica con un ordine di tre arcate a loggiato e affreschi. L'interno ugualmente è neoclassico, con la cripta neogotica di San Gabriele.
- Chiesa di San Giovanni ad insulam,  detta anche chiesa di San Giovanni al Mavone, sorge isolata sopra un poggio che fiancheggia il fiume Mavone. Semplice e austera nella sua forma di architettura sacra di gusto romanico è annoverata nell'Elenco degli edifici monumentali della provincia di Teramo.
- Chiesa di San Massimo, chiesa parrocchiale del centro, costruita nel XIII secolo. L'interno ha affreschi del XVI secolo.
- Eremi del Gran Sasso. Sono presenti, soprattutto per la peculiare posizione geografica, numerosi eremi, come l'eremo di San Nicola.
- Chiesa di Santa Maria delle Grazie: situata in Casale San Nicola. Il semplice portale è sovrastato da un piccolo portico e una lunetta ll’interno della quale è posto un mosaico composto da 41 mattonelle rettangolari in maiolica raffiguranti una Madonna con Bambino, san Gabriele e san Nicola. All'interno è conservato un dipinto attribuito al ceramista Nicola Cappelletti (1691-1767) raffigurante due miracoli di San Nicola.
- Eremo di Santa Colomba: sul monte Fornace, è del XVII secolo, ossia una cappella a forma trapezoidale, con presbiterio rialzato. Il culto della santa è tipicamente locale, poiché la donna di nobili origini abbandonò la ricchezza per la meditazione, andando in una grotta montuosa vicino all'eremo, dove avrebbe lasciato l'impronta della sua mano.
- Chiesa di Santa Lucia: nella frazione di Pretara, dal 1595 accoglie le reliquie e la statua di Santa Colomba, costituendone il santuario principale.
- Chiesa di San Pietro: nella contrada omonima, risale al XII secolo. Ricostruita nel XVII secolo, ha un portale romanico, risalente però al XVI secolo; ha copertura a capanna, con a fianco la facciata un tozzo campanile a torre con cupoletta superiore. L'interno è a navata unica.
- Borgata San Leonardo, è il nucleo medievale del centro storico, raggruppato in case mura in forma ellittica. Si accede da Porta Canapina lungo via Duca degli Abruzzi, lungo il perimetro orientale. In via Roma vi è la porta del Torrione. Infatti la torre dell'orologio è l'unica testimonianza dell'antico castello di Isola del XIII secolo. Lungo le mura vi è inglobata la chiesa parrocchiale di San Massimo, successivamente quella di San Giovanni e infine Santa Lucia fuori le mura.
- Castello di Pagliara: antico presidio dei Longobardi, fu fortificato forse nell'XI secolo. Vi nacque il vescovo san Berardo che morì a Teramo nel 1122. Della vecchia struttura è riconoscibile l'impianto planimetrico con blocchi irregolari superstiti, connessi con la malta. Nel 1324 il castello, già abbandonato, fu usato per la costruzione dell'eremo di Santa Maria di Pagliara, a pianta rettangolare, a forma di piccolo casale. Nel 1825 l'eremo fu restaurato da fra Nicola Torretta. Il monumento è stato parzialmente danneggiato dal terremoto dell'Aquila del 2009.
- Il comune è punto di partenza di diverse escursioni che risalgono il versante teramano del Gran Sasso: quella che sale fino al rifugio San Nicola D'Arcangelo  (1650 m circa) e da lì fino al Vallone delle Cornacchie[10], il sentiero geologico che risale la Valle dell'Inferno fino a Monte Aquila[11], la traversata dalla frazione San Pietro fino a Assergi passando per Vado di Corno, le vie di roccia che risalgono il Paretone a partire da Casale San Nicola e i sentieri che da Forca di Valle raggiungono Prati di Tivo.

## Società

### Evoluzione demografica
Abitanti censiti

### Tradizioni e folclore

#### Il "Paese dei Motti"
Tra le tante denominazioni con cui nel tempo è stata indicata Isola del Gran Sasso, quali "Il Castello dell'Isola", "Isola della Valle", "La Perla del Gran Sasso", "Il Paese dove il sole sorge due volte", c'è anche il "Paese dei Motti"; quest'ultimo perché all'interno del centro storico, sugli architravi in pietra di molte porte e finestre, figurano delle iscrizioni in latino dal suggestivo sapore biblico e popolaresco.
Alcuni esempi che si possono leggere su alcuni palazzetti cinquecenteschi di piazza Marconi:
- Neutri fortunae
- Bonitate fecisti cum servo tuo Domine
- Melius mori quam foœdari
- Non solum nobis sed et Patriae et Posteris

Altri motti sulle finestre di un palazzetto rinascimentale di largo Corte:
- Quod rubigo ferro hoc livor homini
- Quod index auro hoc aurum homini

In via Nicolò e in largo Torrione:
- Amicum Esse Licet sed usque ad aras
- Beati qui abitant in domo tua domine

I motti che seguono si leggevano negli anni trenta su un palazzo diroccato, in completa e desolante rovina, già sede comunale e prima ancora ufficio del governatore per conto dei Mendoza, che oggi ha fatto posto a piazza Marconi:
- Incertum est quo loco mors te aspectat
- Virtutis laus in actionibus consistit
- Viro pro divitiis honos

## Infrastrutture e trasporti

### Strade
Il comune è servito da uno svincolo dell'autostrada A24 a pochi chilometri dal centro urbano ed è attraversato dalla ex Strada statale 491 di Isola del Gran Sasso a cui da il nome, inoltre è servito da altre strade provinciali di minore importanza che la connettono con le frazioni sparse sul territorio.

## Cultura

### Istruzione

#### Musei
Il museo d'arte sacrea contemporanea ha sede presso il santuario di San Gabriele dell'Addolorata.

### Cinema
Nel 2001, nel territorio comunale viene girato il film Gabriel, pellicola che narra la vita di san Gabriele dell'Addolorata.

## Amministrazione
| Periodo           | Periodo           | Primo cittadino        | Partito                         | Carica      | Note          |
| ----------------- | ----------------- | ---------------------- | ------------------------------- | ----------- | ------------- |
| 6 giugno 1993     | 13 maggio 2001    | Fioravante Di Giacinto | Lista civica di centro-sinistra | Sindaco     | [ 14 ] [ 15 ] |
| 14 maggio 2001    | 28 maggio 2006    | Giuseppe Bucciarelli   | Lista civica di centro-destra   | Sindaco     | [ 16 ]        |
| 29 maggio 2006    | 15 maggio 2011    | Fioravante Di Giacinto | Lista civica di centro-sinistra | Sindaco     | [ 17 ]        |
| 16 maggio 2011    | 16 settembre 2014 | Alfredo Di Varano      | Lista civica Progetto comune    | Sindaco     | [ 18 ] [ 19 ] |
| 17 settembre 2014 | 31 maggio 2015    | Roberto Di Marco       | Lista civica Progetto comune    | Vicesindaco | [ 20 ]        |
| 1º giugno 2015    | 20 settembre 2020 | Roberto Di Marco       | Lista civica                    | Sindaco     |               |
| 21 settembre 2020 | in carica         | Andrea Ianni           | Lista civica Insieme per Isola  | Sindaco     | [ 21 ]        |